# Allium aucheri
Allium aucheri — вид трав'янистих рослин родини амарилісові (Amaryllidaceae), поширений у східній Туреччині, північному Кавказі, Закавказзі, Ірані.

## Опис
Цибулина яйцеподібна, діаметром ≈ 0.8–1 см; зовнішня оболонка сірувато-коричнева. Стебло 40–70 см. Листків 2–4, сплюснуті, короткі, 1.5–3 мм завширшки. Зонтик кулястий або півсферичний, діаметром 2–3 см, багатоквітковий, густий. Оцвітина трубчасто-дзвінчаста; листочки оцвітини темно-фіолетово-блакитного або фіолетово-рожевого кольору з брудно-пурпуровою або зеленою серединною жилкою, 7–8 мм, довгасто-еліптичні, гострі, гладкі або зубчасто-шорсткі на кілі. Коробочка еліпсоїдна, ≈ 6 мм.
Період цвітіння: червень і липень.

## Поширення
Поширений у східній Туреччині, північному Кавказі, Закавказзі, Ірані.
Населяє луки, літні пасовища, вологі місця, сухі трав'янисті береги.